# Mycetinis alliaceus
Mycetinis alliaceus (Nikolaus Joseph von Jacquin, 1762 ex Franklin Sumner Earle, 1909) sin. Marasmius alliaceus (Nikolaus Joseph von Jacquin, 1762 ex Elias Magnus Fries, 1838), din încrengătura Basidiomycota, în familia Marasmiaceae și de genul Marasmius, numit în popor usturoiași, este o  specie saprofită de ciuperci comestibile, epitetul fiind derivat din cuvântul latin (latină allium=usturoi ). Buretele se poate întâlni în România, Basarabia și Bucovina de Nord, crescând în grupuri răsfirate sau compacte, pe soluri bazice, în păduri mixte sau de foioase, numai pe ramuri sau alte resturi de lemn în putrefacție de fagi, adesea îngropate sub pământ, de asemenea prin luminișuri, câteodată ascunse în iarbă, dezvoltându-se în număr foarte mare în special după o ploaie puternică de la câmpie la munte. Timpul apariției este din iunie până în octombrie (noiembrie).

## Taxonomie

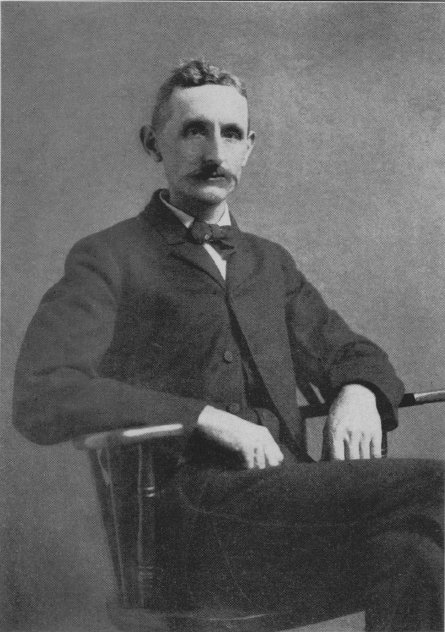
Franklin Sumner Earle

Marele om de știință austriac Nikolaus Joseph von Jacquin a descris specia deja în anul 1762 în volumul 1 al lucrării sale Enumeratio stirpium plerarumque, quae sponte crescunt in agro Vindobonensi, montibusque confinibus sub denumirea Agaricus alliaceus. Apoi savantul suedez Elias Magnus Fries a redenumit soiul în Marasmius alliaceus, de citit în cartea sa Epicrisis systematis mycologici, seu synopsis hymenomycetum din 1838.
Buretele a mai fost descris de mai multe ori sub alt taxon, cel mai important este cel al micologului american Franklin Sumner Earle (1856-1929) dintr-un articol publicat în jurnalul Bulletin of the New York Botanical Garden din 1909, propunând noul nume generic Mycetinis alliaceus. Denumirea lui Fries a fost valabilă până în anii 2000, când din ce în ce mai mulți micologi s-au decis pentru taxonul lui Earle. Totuși trebuie menționat că cea a lui Fries se găsește în aproape toate cărțile micologice cu prestigiu. Mai departe, terminul Marasmius alliaceus este folosit cu precădere în țări de limbă romană, astfel și în România. 
Între timp însă, toate comitetele de nomenclatură văd specia la genul Mycetinis, pentru că studia sus numită a micologilor Wilson și Desjardin din 2005 a dovedit clar că mai multe dintre noțiunile noastre tradiționale generice pentru această ciupercă nu au fost putut fi susținute de analizele ADN. Astfel soiul a trebuit fi transferat la genul Mycetinis. Mai departe, usturoiașii se deosebesc de celelalte specii Marasmius datorită cuticulei himenoforme care este formată din celule netede, cu hife fără o reacție dextrinoidă (reacție în carne, spori și hife cu un colorit brun-roșcat închis până purpuriu) precum mirosului caracteristic de usturoi. Vechea denumire este acceptată sinonim.

## Descriere

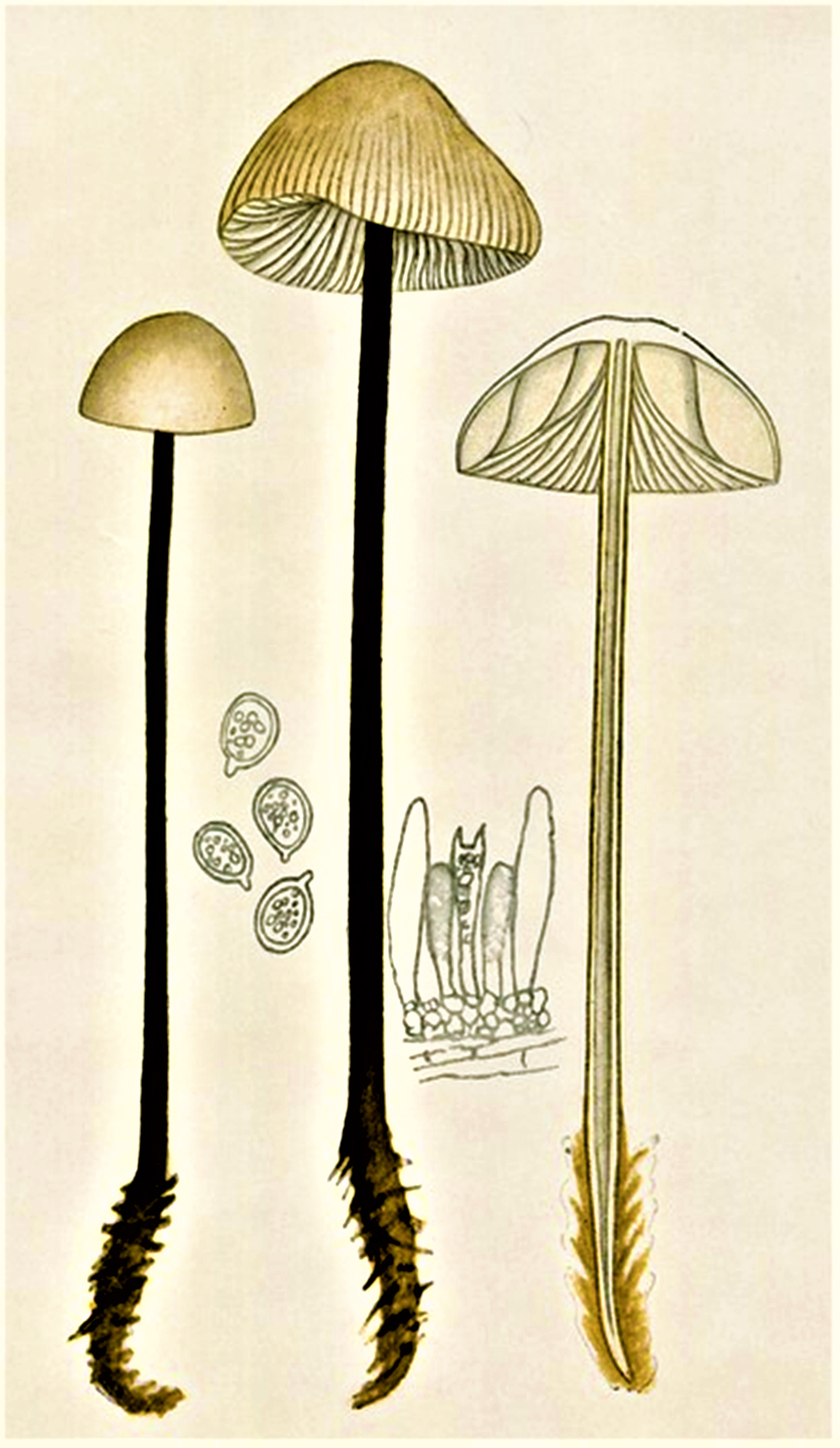
Bres.: M. alliaceus

- Pălăria: are o mărime de 1,5-4 cm, este subțire, adesea încrețită, inițial conică, apoi plată, din când în când ușor adâncită, adesea cu un gurgui central, cu caneluri fine spre margine. Cuticula este uscată și netedă. Coloritul este inițial maro-închis, cu maturitatea devine crem sau ocru ca argila până roșiatic ca carnea, la bătrânețe chiar albicios. Zona centrală este nu rar mai închisă la umezeală.
- Lamelele: sunt destul de subțiri și dense, fiind intermediare și incomplete spre margine, strâns atașate de picior și bombate la maturitate. Coloritul este albicios cu nuanțe de gri-roz.
- Piciorul: este cu o înălțime de până la 20 cm extrem de lung (normal 6-10 cm) și cu o lățime de 0,3-0,5 cm destul de subțire, elastic-fibros, cilindric, format ca o țeavă (adică gol în interior), cu un aspect catifelat, aproape mătăsos, acoperit câteodată de o brumă fină albicioasă. Coloritul este sub pălărie brun închis, în rest negricios. Tija este clar prelungită în/pe lemn în partea de jos, asemănând niște-or rădăcini mici.
- Carnea: este fragilă în partea pălăriei și fibroasă în cea a piciorului, de culoare gri-bej, cu miros foarte intensiv de usturoi și cu un gust ceva iute și amărui.[4][5][10] Această specie poate, chiar după ce s-a uscat, să se resuscite permanent la contact cu umezeală.[11]
- Caracteristici microscopice: are spori ovoidali până slab elipsoidali, netezi, sub microscop hialini (translucizi), neamiloizi (nu se decolorează cu reactivi de iod), cu o mărime de 7-11 x 6-8 microni. Ei sunt albicioși, pulberea lor fiind de aceiași culoare. Basidiile cu 4 sterigme în formă de măciucă lunguiață măsoară 30-35 x 7-8 microni. Cistidele (celule de obicei izbitoare și sterile care pot apărea între basidii și himen, stratul fructifer) sunt fusiform-bulboase cu o mărime de 40-55 x 10-14 microni. Pleuro-cistidele (cele laterale pe lamele) lipsesc.[12]
- Reacții chimice: nu se decolorează cu reactivi chimici.[13]

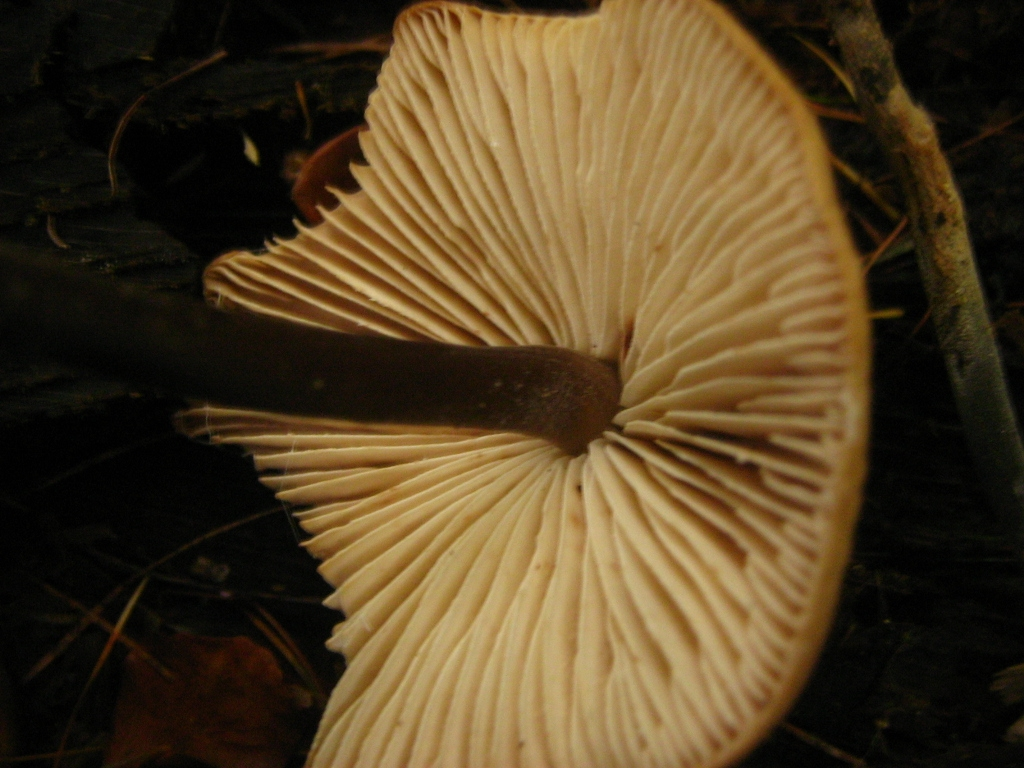
M. alliaceus, lamele
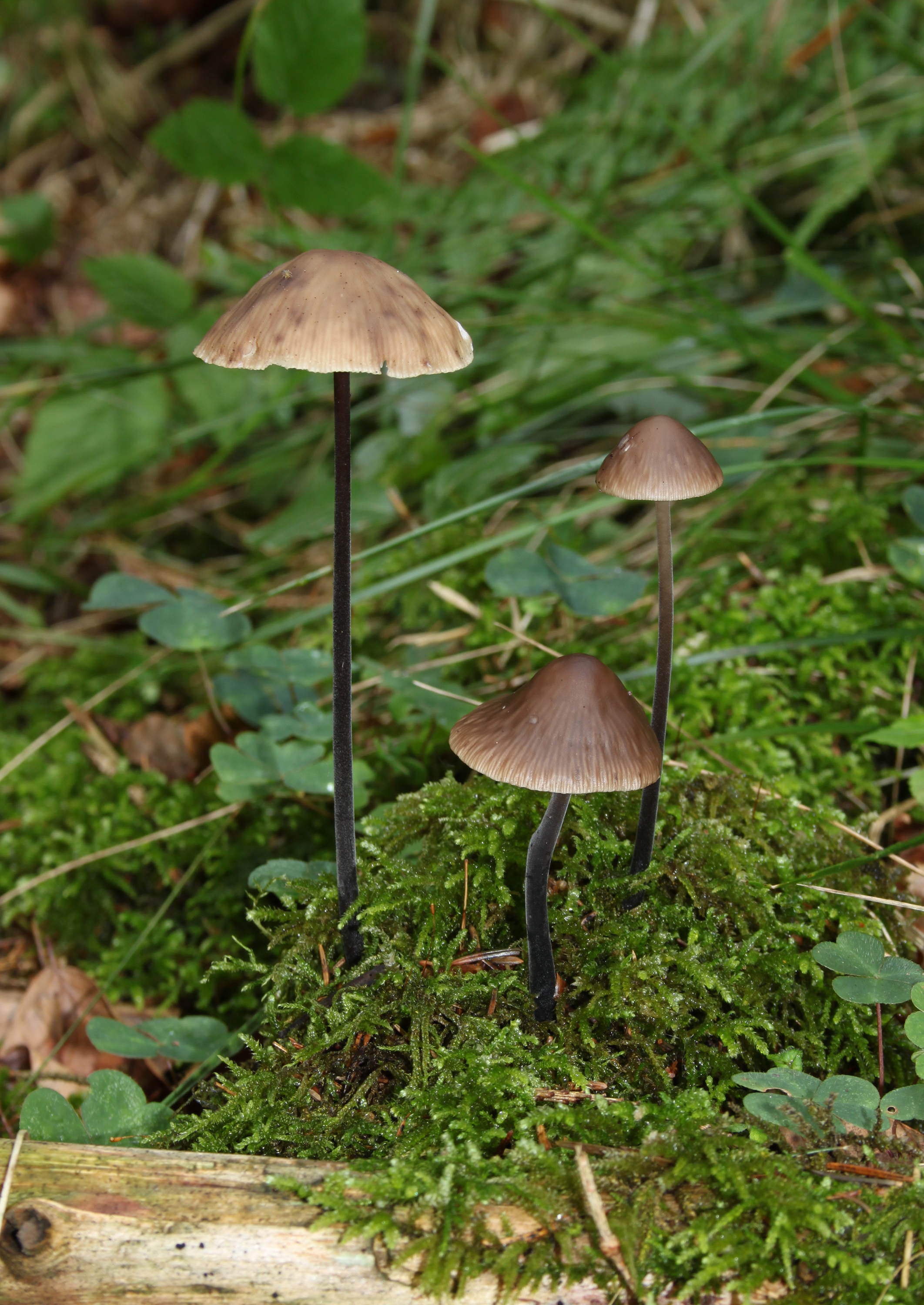
M. alliaceus mai tinere
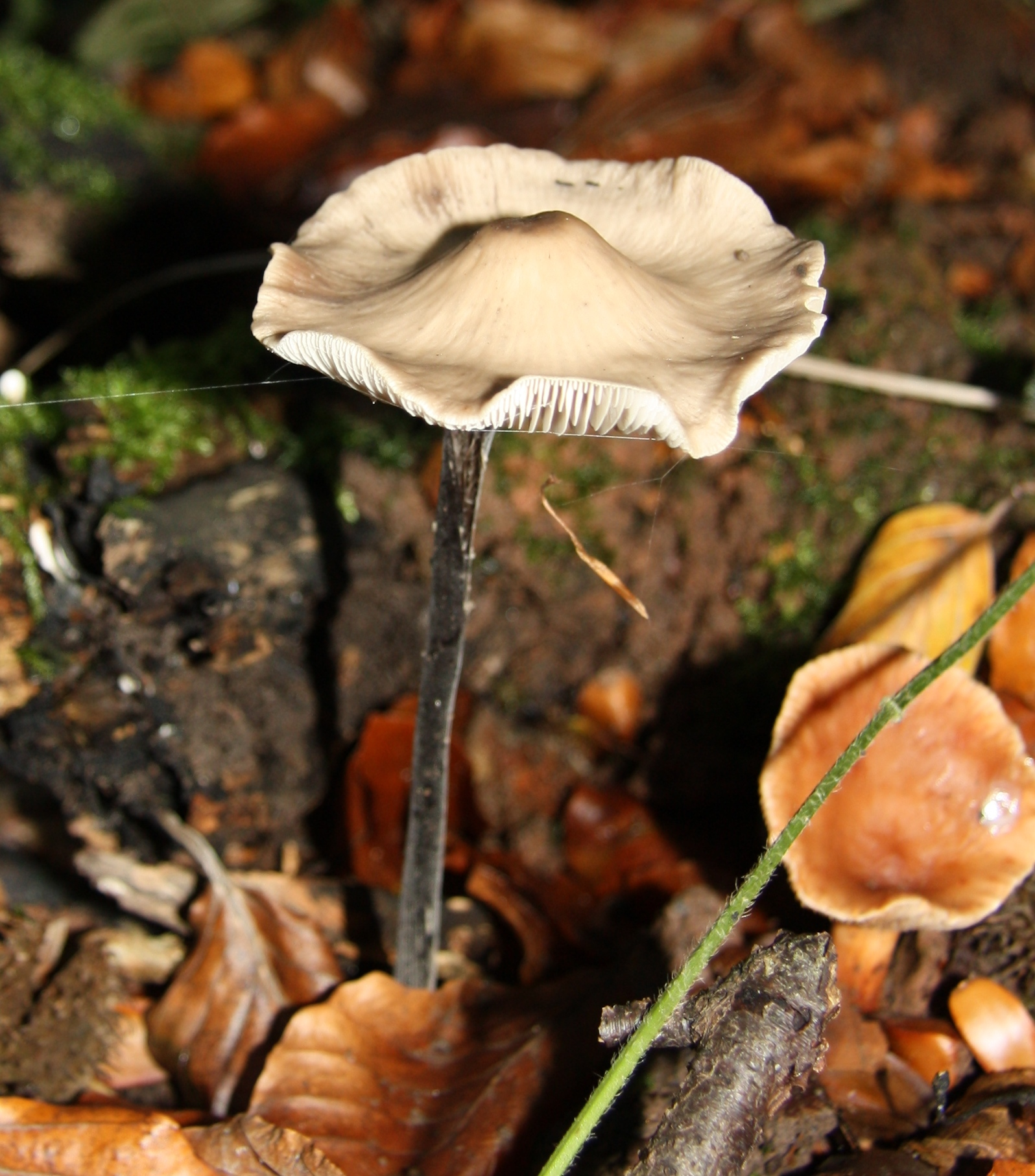
M. alliaceus bătrân albicios
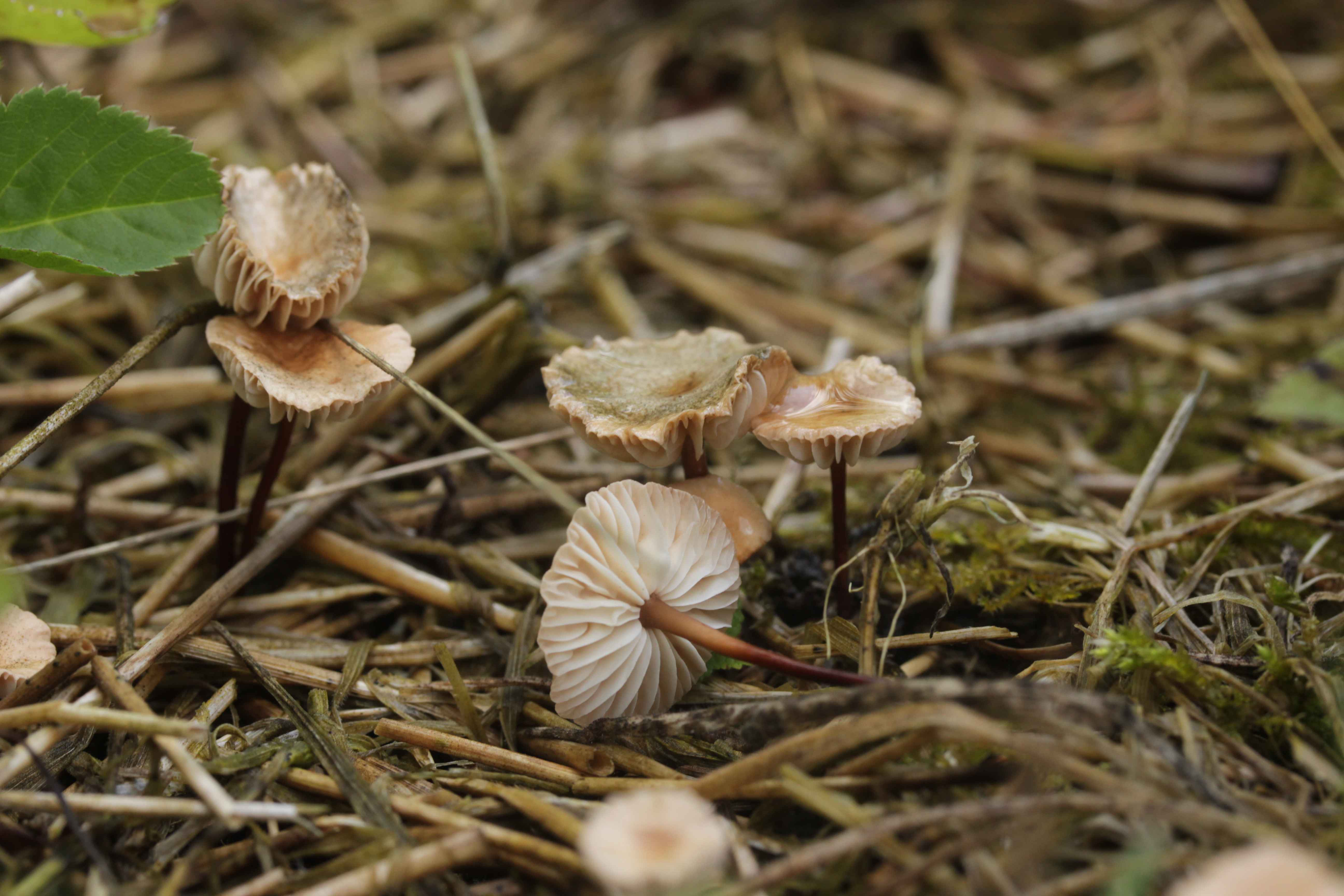
M. alliaceus bătrâni

## Confuzii
Acest burete poate fi confundat în primul rând cu gemenul său Marasmius scorodonius  sin. Mycetinis scorodonius, (burete de condimentare excepțional, crește prin păduri luminoase de conifere, miros plăcut de usturoi), dacă nu s-ar ține seama de miros (cel mai bine de recunoscut după frământarea între degete), de asemenea cu Gymnopus dryophilus sin. Collybia dryophila (comestibil), Gymnopus peronatus sin. Collybia peronata (necomestibilă, foarte iute), Laccaria proxima (comestibilă), Marasmius cohaerens (fără valoare, apare pe lemn în putrefacție de conifere, preferă locuri uscate), Marasmius lupuletorum sin. Marasmius torquescens (necomestibil, cu miros plăcut dar foarte fibros, crește preferat pe bușteni de fagi, piciorul fiind albastru-negricios), Marasmius rotula (necomestibil) sau Marasmius wynnei (necomestibil, pe trunchiuri în putrefacție, cu tonuri mai violete, gust și miros cam neplăcut de țărână). Fatală ar fi o confuzie cu letalele Clitocybe dealbata (mortală, cu același habitat, dar albicioasă, cu lamele dense și cu miros de faină), Clitocybe rivulosa (mortală, cu același habitat, dar mai deschisă, cu lamele dense și fără miros) și Conocybe filaris sin. Pholiotina filaris (letală).

## Specii asemănătoare

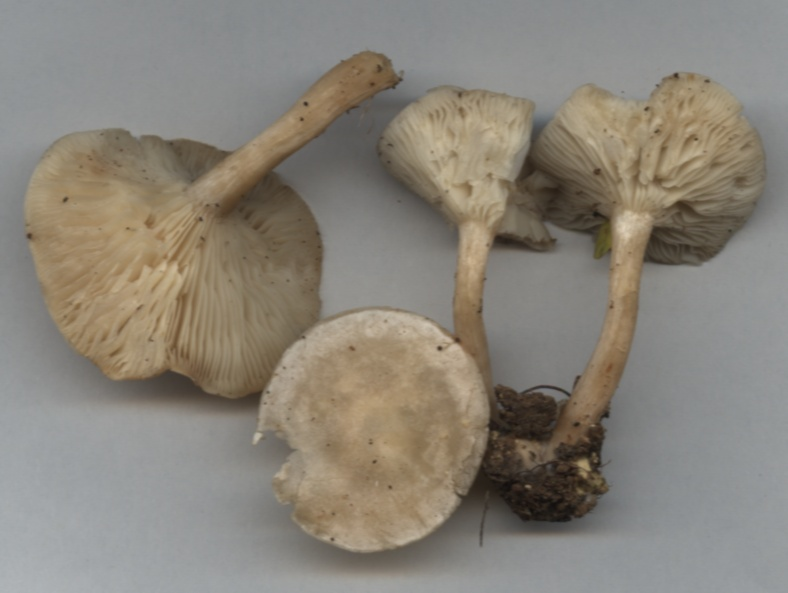
!!!Clitocybe dealbata!!!
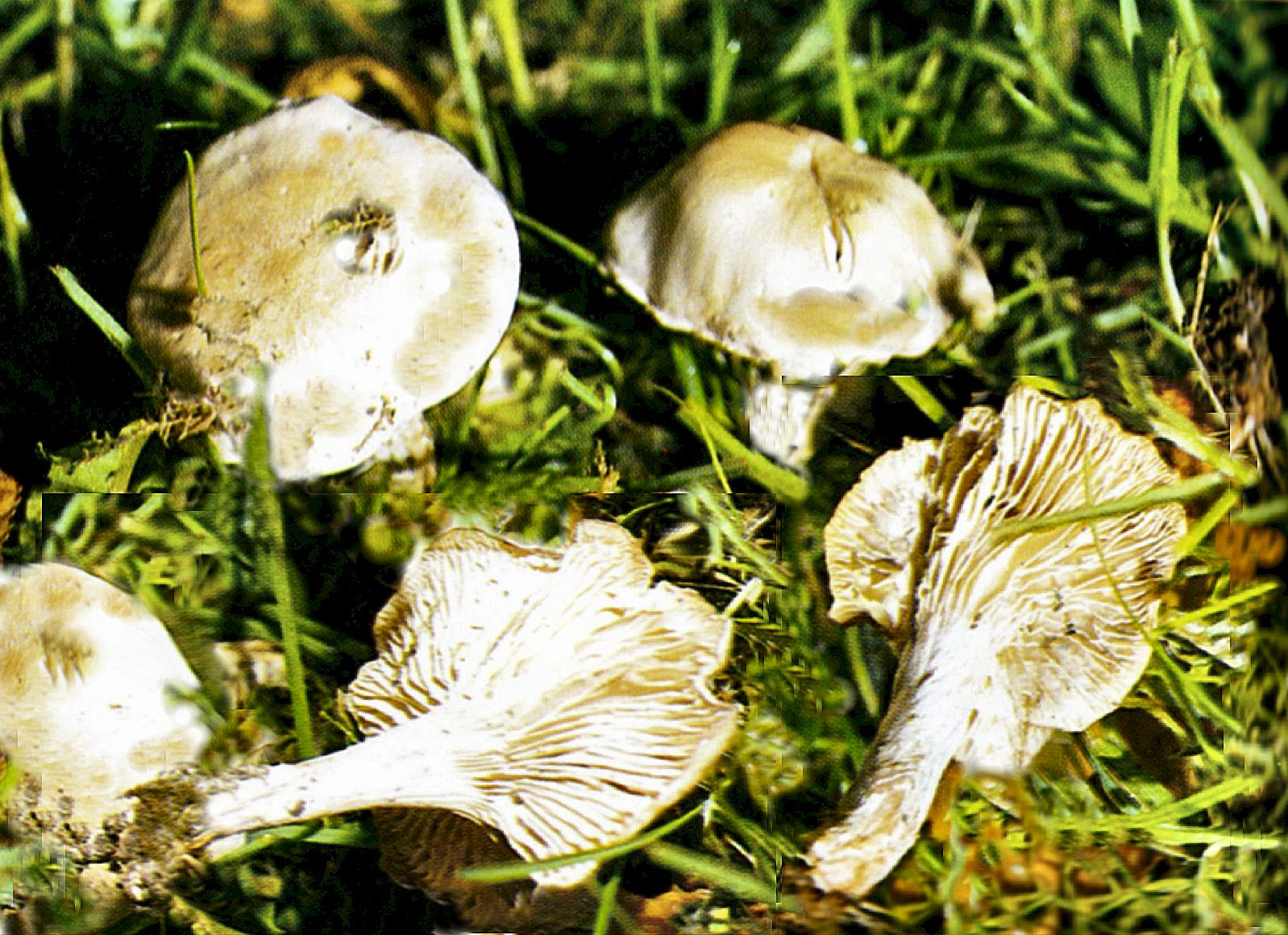
!!!Clitocybe rivulosa!!!
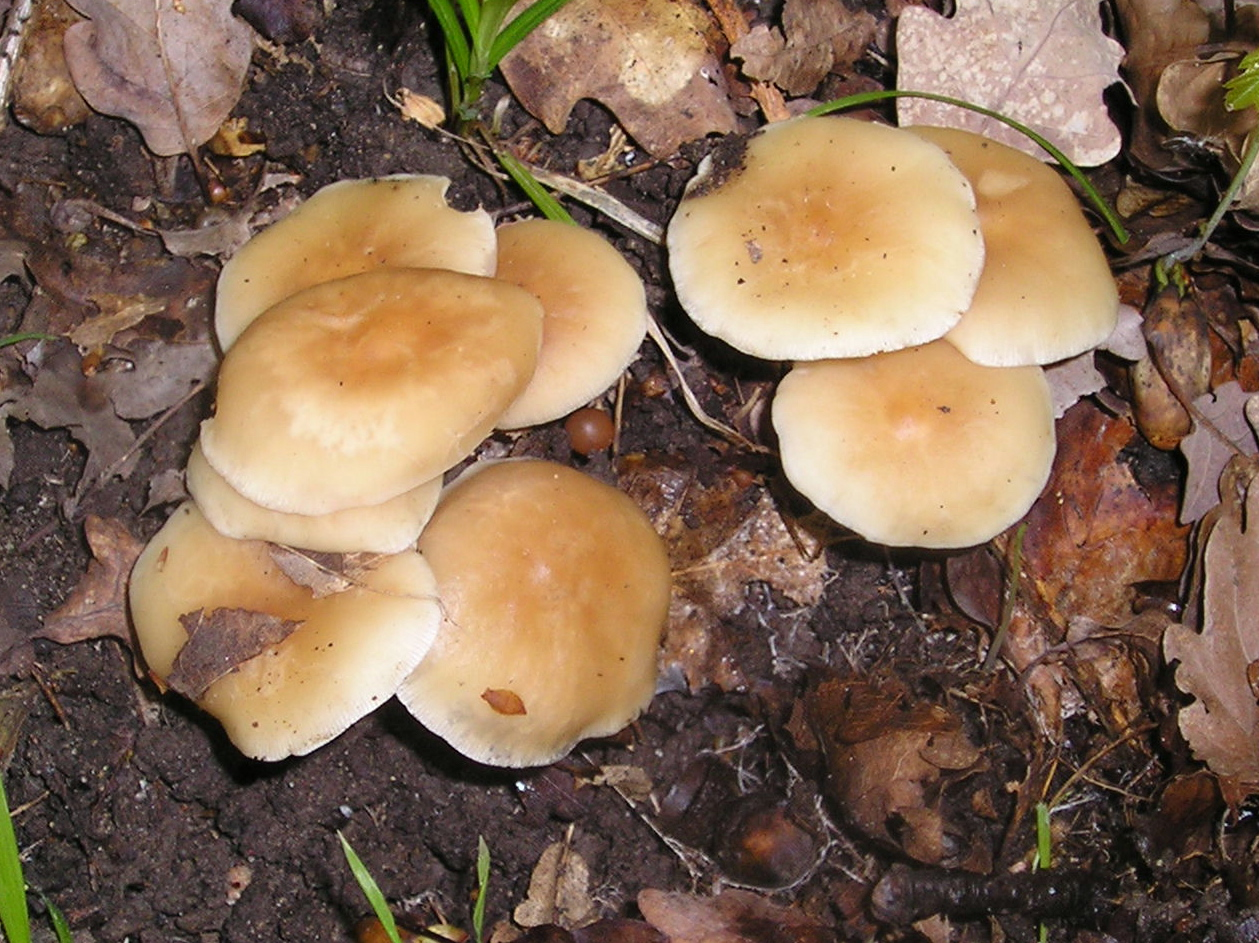
Collybia dryophila sin. Gymnopus dryophilus
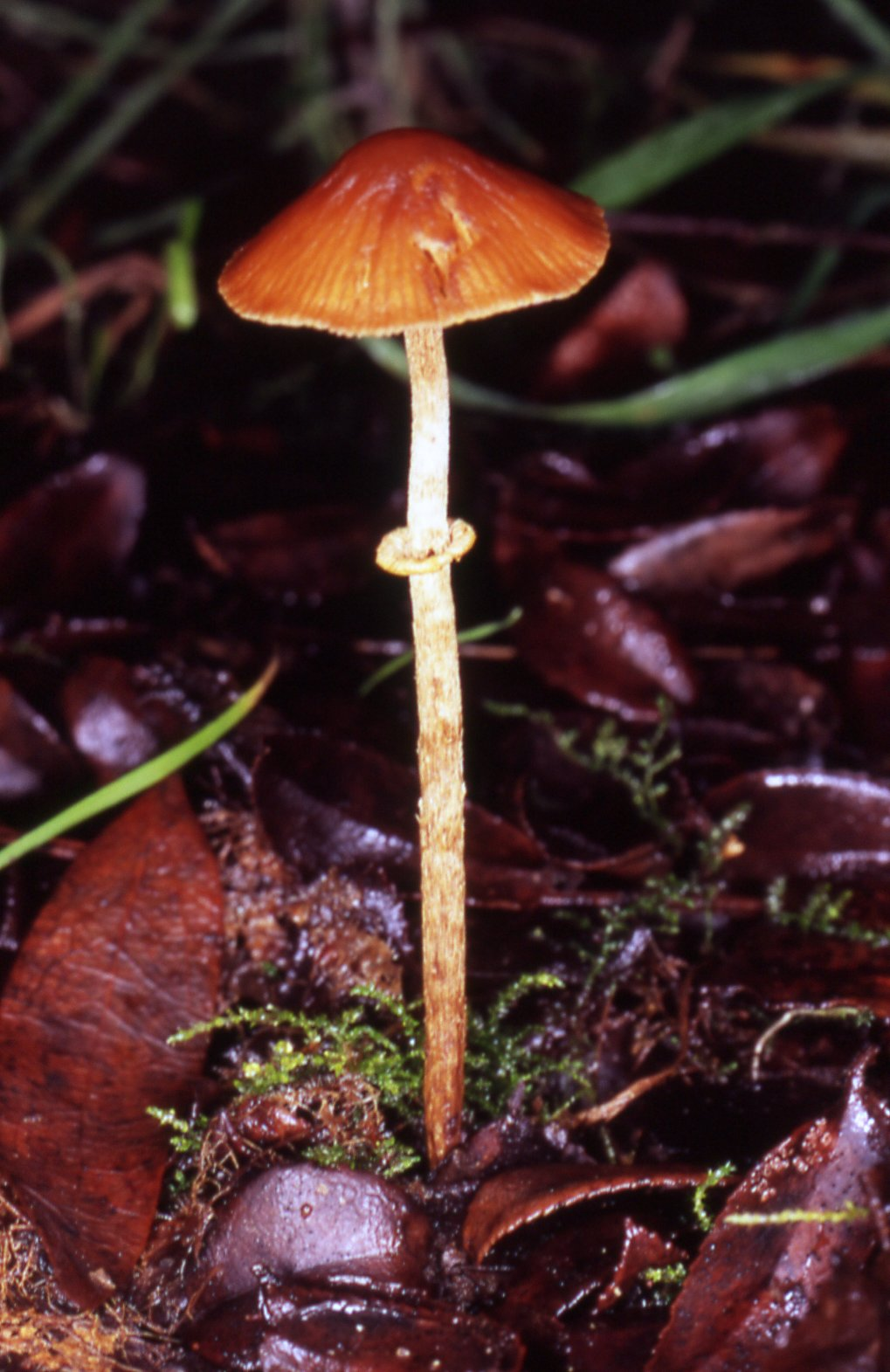
!!!Conocybe filaris sin. Pholiotina filaris!!!
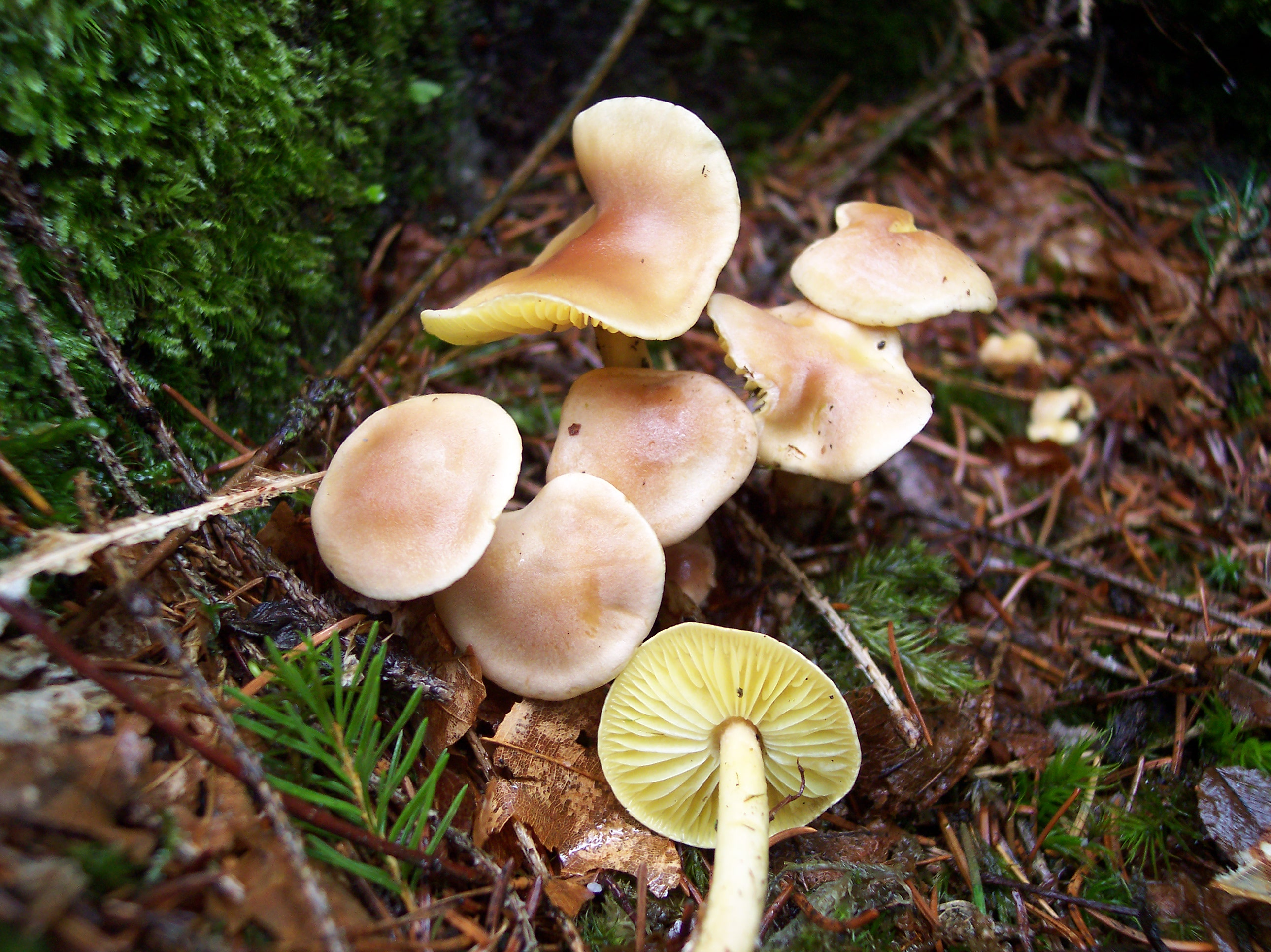
Collybia peronata sin. Gymnopus peronatus
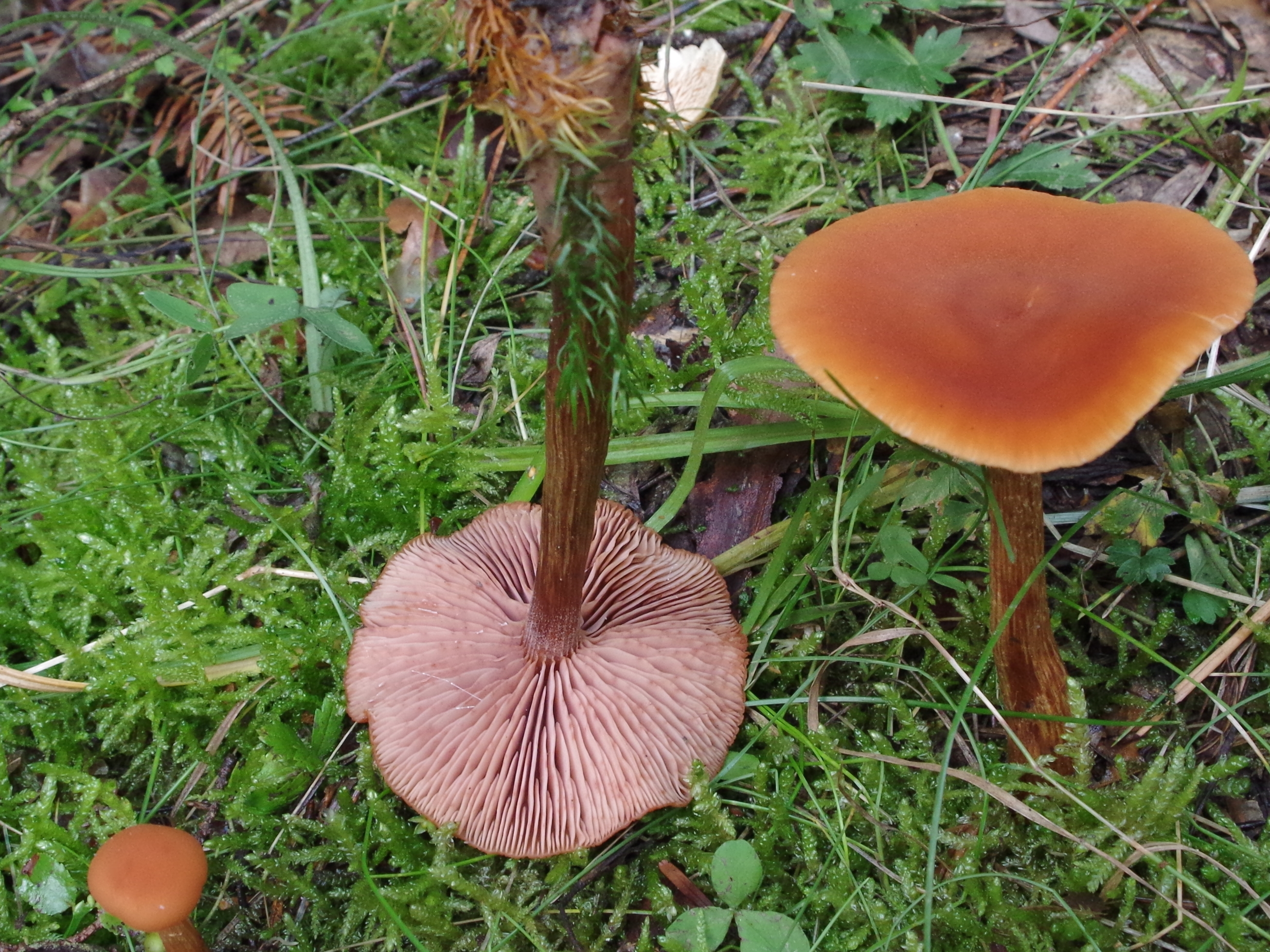
Laccaria proxima
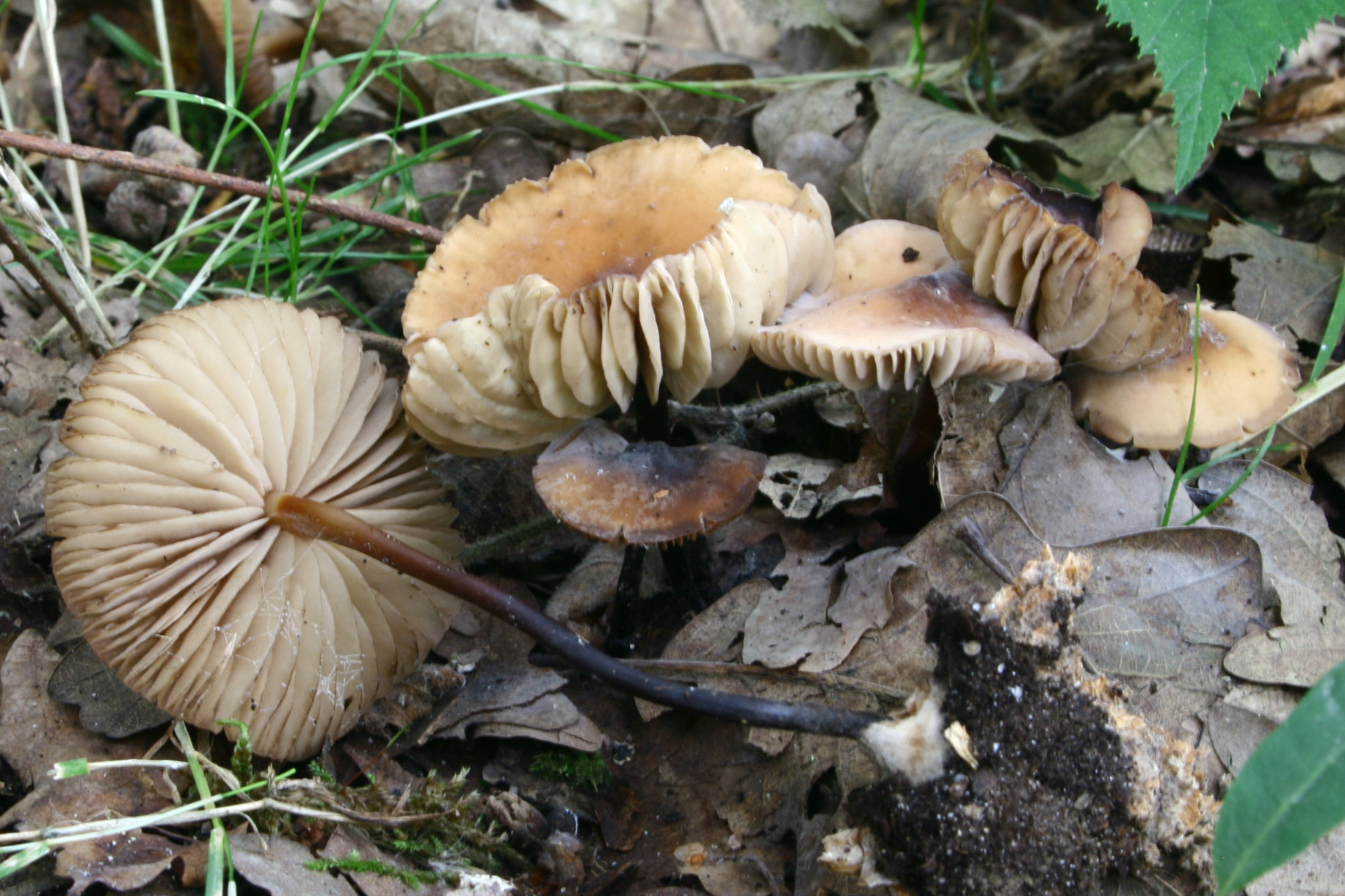
Marasmius cohaerens

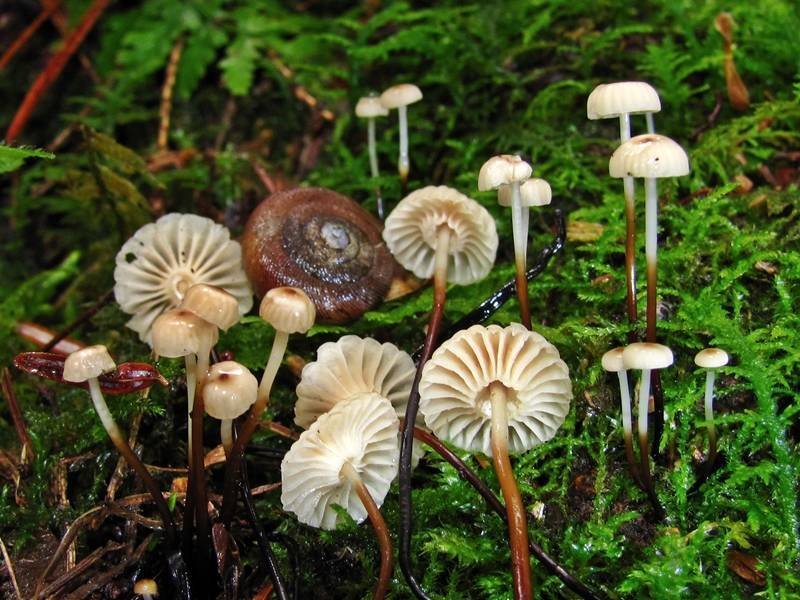
!Marasmius rotula!
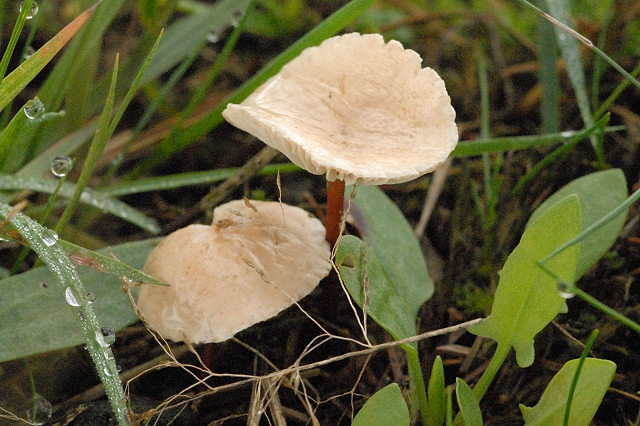
Marasmius scorodonius sin. Mycetinis scorodonius
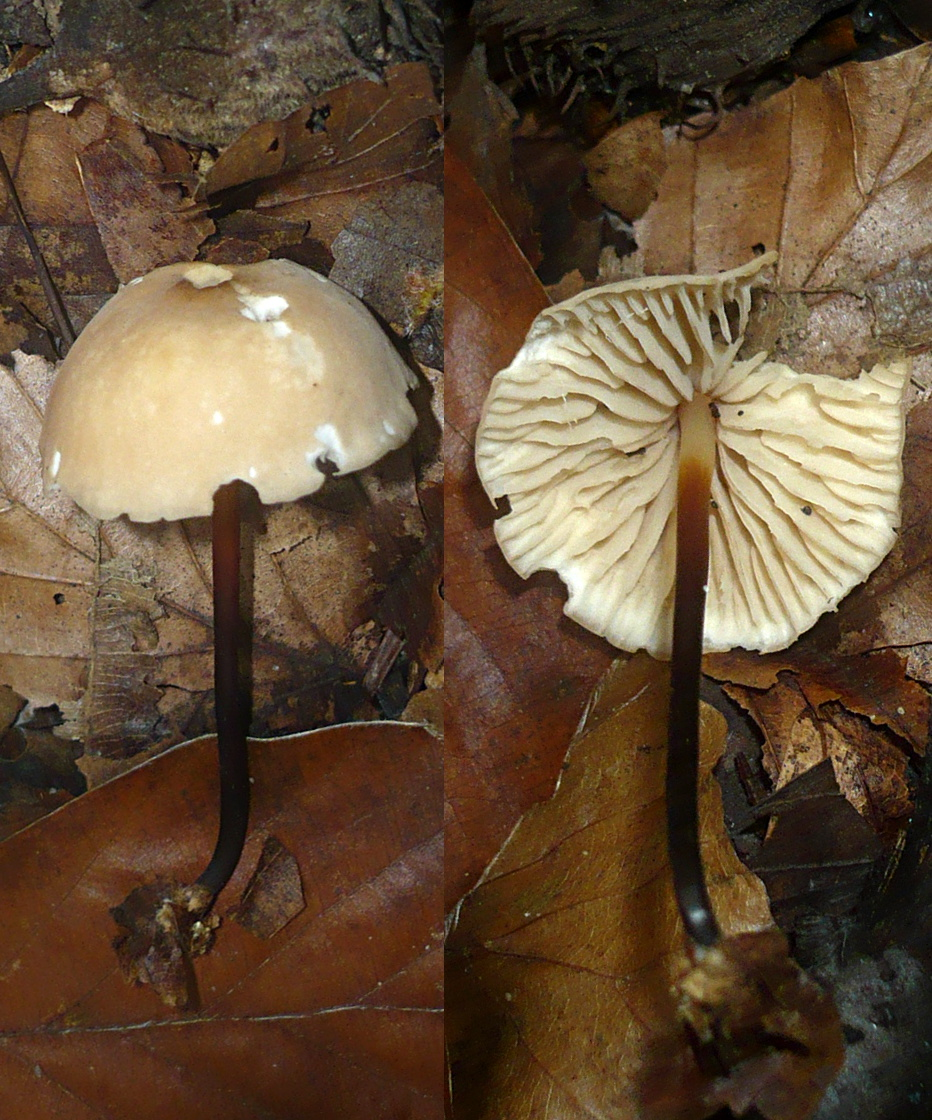
!Marasmius lupuletorum sin. torquescens!
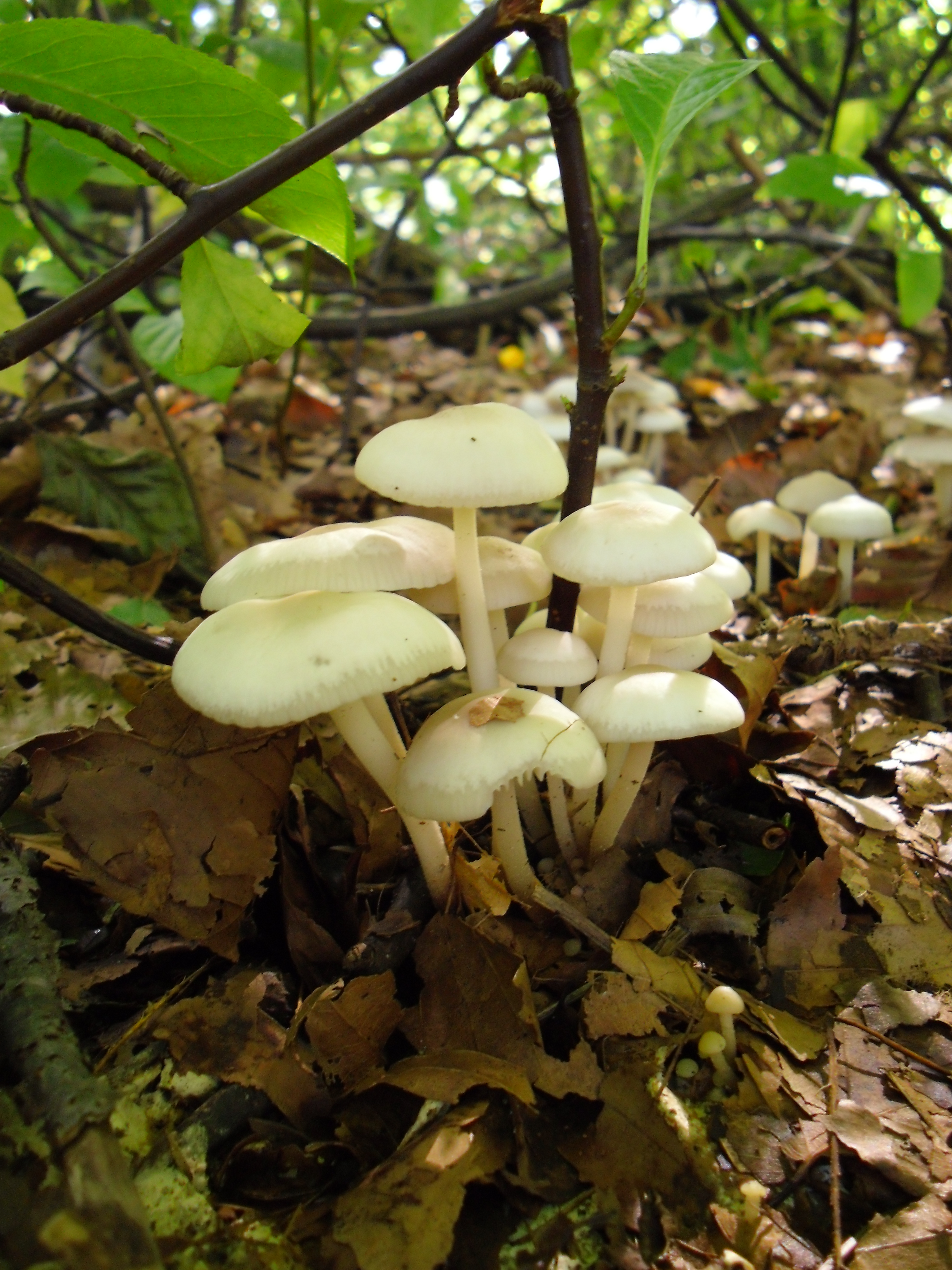
!Marasmius wynnei!
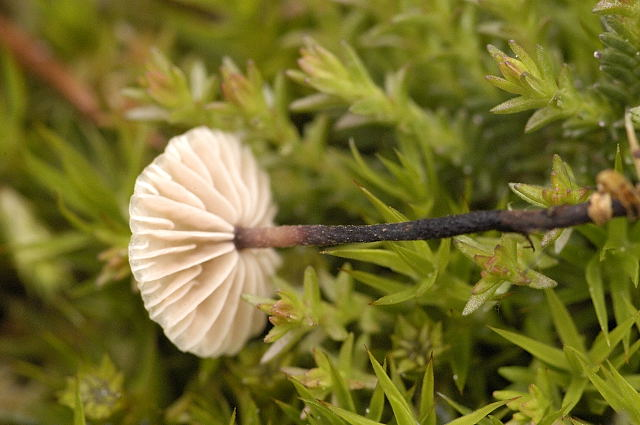
Micromphale.perforans

## Valorificare
Usturoiașii nu sunt astfel de calitativi ca cocârții, dar pot fi valorificați asemănător, chiar împreună cu ultim numiții.